# Сейсмологическая станция

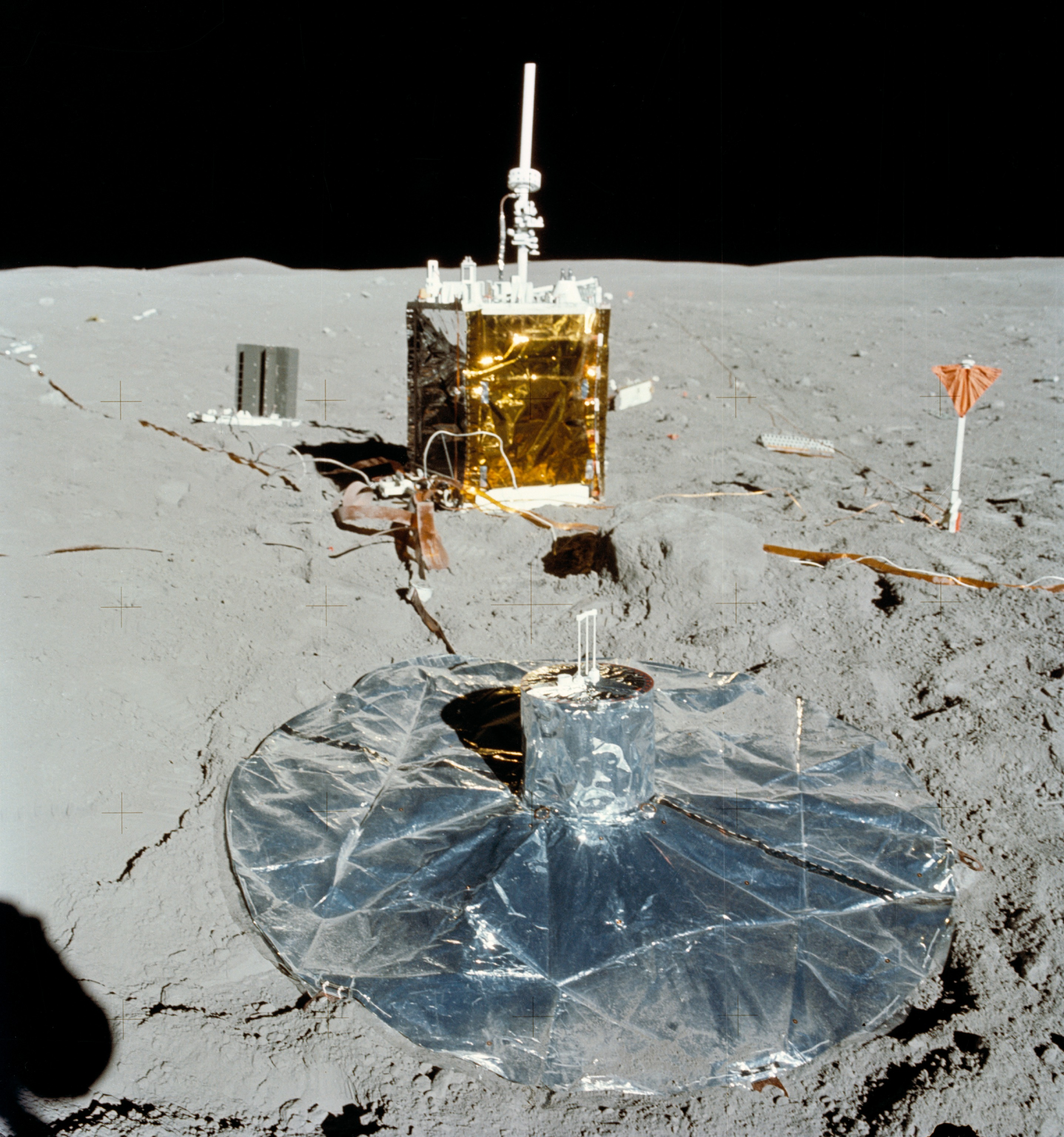
Сейсмограф и оборудование для активного сейсмического эксперимента, доставленные на Луну «Аполлоном-16»

Сейсмологическая станция — комплекс с разнесёнными по площади сейсмологическими приёмниками и регистрирующей станцией, которая записывает сейсмическую активность. По регистрируемым данным станция может определить направление на очаг землетрясения, его мощность и, в частности, расстояние до него и время события.
Направление определяется по разнице прихода сейсмических волн на поле сейсмоприёмников. Расстояние определяется по разнице прихода продольной и поперечной волны. Магнитуда землетрясения определяется обычно по длительности затухания сейсмических волн.
Существуют научные сейсмологические станции, занимающиеся обычно сейсмичностью больших регионов или всего земного шара, и шахтные, которые занимаются обеспечением сейсмической безопасности горных работ, но также могут фиксировать дальние землетрясения, хотя и с меньшей точностью, чем научные.
Своим появлением в Российской империи сейсмостанции во многом обязаны пионеру и популяризатору сейсмологии А. П. Орлову. Согласно статье профессора Б. К. Поленова, опубликованной в «ЭСБЕ», А. П. Орлов «долго был в России единственным специалистом в этой области геологии». Орлов неустанно добивался создания постоянных сейсмологических станций для наблюдения за сейсмоактивностью в России и эту идею он пропагандировал в течение всей жизни.